# ブラックサイデス・カダンビ
ブラックサイデス・カダンビ（Brackcides Agala Khadambi、1984年5月14日 - ）は、ケニアの女子バレーボール選手、ビーチバレー選手である。長年、ケニア代表で主将を務めた。

## 来歴
ケニア西部州カカメガ出身。2005年、ケニア代表に初選出され、これまでに世界選手権とワールドカップにそれぞれ2大会連続出場した。
2010年、日本のV・チャレンジリーグ（=当時）・日立リヴァーレに移籍。登録選手名はブラクシデイス・カダンビだった。
ケニア国内ではケニアプリズンズに所属しており、ケニア刑務所の職員である。
2020年東京オリンピックに、ビーチバレーでガウデンシア・マコカとのペアで出場した。

## 球歴
- 三大大会
  - 世界選手権 - 2006年[8]（21位）、2010年[9]（21位）
  - ワールドカップ - 2007年[10]（12位）、2011年[11]（12位）、2015年[1]（10位）

## 所属クラブ
- ケニアプリズンズ（2006-2008年）
- サリエル・ベレディイェスポル（2008-2009年）
- ケニアプリズンズ（2009-2010年）
- 日立リヴァーレ（2010-2011年）
- ケニアプリズンズ（2011-2014年）
- シャマリエール（フランス語版）（2014-2016年）
- ケニアプリズンズ（2016-2023年）

## 受賞歴
- 2010年 - アフリカクラブ選手権 MVP、ベストブロッカー
- 2013年 - アフリカ選手権 MVP、ベストブロッカー